# Іно Анастасія
Елія Анастасія (*Aelia Anastasia, д/н — 593) — візантійська імператриця.

## Життєпис
Про походження практично нічого невідомо, ймовірно, належала до поганської грецької родини. Народилася в Дафнідіумі (його ототожнюють з островом Дафнузія біля узбережжя Віфінії в Чорному морі). Отримала ім'я Іно (з давньогрецької міфології). Була одружена з опціоном Іоанном, від якого мала доньку. Планувала шлюб останньої з комітом Тиберієм, але ймовірно внаслідок епідемії чи якоїсь хвороби чоловік та донька померли. Тому наприкінці 550-х років Іно сама вступила в шлюб з Тиберієм. Перед тим перейшла з поганства до християнства (можливо, монофізитства, що мало популярність серед військових).
У 565 році її чоловіка призначено комітом екскубіторіїв (один із загонів імператорської охорони). Після цього Іно оселяється в Константинополі. У 574 році після спалаху безумства імператора Тиберій стає цезарем, а Іно стає цезарісою.
Втім невдовзі Іно стикнулася у протистоянні з імператрицею Елією Софією, яка планувала сама одружитися з Тиберієм, у якого, напевне, закохалася. Тому Софія намагалася розлучити Тиберія з Іно. Остання оселилася в палаці Гормізда, оскільки їй було заборонено з'являтися в імператорському Великому палаці. Її щовечора навідував Тиберій, що не бажав розлучатися з Іно. Згодом та зовсім залишила Константинополь.
У 578 році її чоловік спочатку стає співімператором, а після смерті Юстина II того ж року — єдиним імператором. Але ж Елія Софія все одно планувала влаштувати розлучення Іно з Тиберієм, тому той таємно привіз дружину й зробив її Августою. При цьому Іно змінила ім'я на Елію Анастасію.
В цей час вона була тяжко хвора, тому на початку 580-х років лікувалася на лікувальних водах міста Акви Каліди. На знак вдячності подарувала місцевій церкві імператорську мантію.
Нова імператриця вимушена була боротися за вплив з Елією Софією, але особливо не втручалася у державні справи. Хроніст Іоанн Ефеський вказує, що вона не належала до прихильників православ'я.
Разом з тим підтримала чоловіка в заручинах доньки Костянтини з магістром Маврикієм. 582 року чоловік імператор Тиберій II помер. Незабаром відбулося весілля доньки Елії Анастасії з Маврикієм. Померла Анастасія 593 року. Похована в Церкві Дванадцяти апостолів.

## Родина
1. Чоловік — Іоанн, опціон.
Діти:
- донька

2. Чоловік — Тиберій II Костянтин, візантійський імператор.
Діти:
- Костянтина (560—605), дружина імператора Маврикія
- Харіто
- донька